# Kanurennsport-Weltmeisterschaften 2019
Die 45. Kanurennsport-Weltmeisterschaften fanden vom 21. bis 25. August 2019 in der ungarischen Stadt Szeged statt.
Es wurden 30 Wettbewerbe in den Disziplinen Canadier und Kajak ausgetragen. Die Distanzen der Regatten betrugen 200, 500, 1000 und 5000 m. Paracanoe gehörte erneut zum offiziellen Wettkampfprogramm. Es nahmen Athleten aus ca. 100 Nationen teil.

## Wettbewerbe
Farbig unterlegt: nichtolympische Klassen

### Männer
| Bootsklasse       | Gold                                                                           | Gold         | Silber                                                                    | Silber       | Bronze                                                                | Bronze       |
| Canadier          | Canadier                                                                       | Canadier     | Canadier                                                                  | Canadier     | Canadier                                                              | Canadier     |
| ----------------- | ------------------------------------------------------------------------------ | ------------ | ------------------------------------------------------------------------- | ------------ | --------------------------------------------------------------------- | ------------ |
| C-1 200 m Details | Henrikas Žustautas                                                             | 39,36 s      | Arzjom Kosyr                                                              | 40,08 s      | Sasa Nadiradse                                                        | 40,24 s      |
| C-1 500 m Details | Sebastian Brendel                                                              | 1:53,59 min  | Angel Kodinow                                                             | 1:54,49 min  | Oleg Tarnovschi                                                       | 1:54,94 min  |
| C-1 1000 m        | Isaquias Queiroz                                                               | 3:59,23 min  | Tomasz Kaczor                                                             | 4:00,92 min  | Adrien Bart                                                           | 4:01,55 min  |
| C-1 5000 m        | Sebastian Brendel                                                              | 22:15,86 min | Balázs Adolf                                                              | 22:19,15 min | Fernando Jorge                                                        | 22:30,46 min |
| C-2 200 m         | SpanienAlberto Pedrero Pablo Graña                                             | 36,06 s      | PolenMichał Łubniewski Arsen Śliwiński                                    | 36,18 s      | UsbekistanArtur Guleyev Elyorjon Mamadaliyev                          | 36,42 s      |
| C-2 500 m         | Volksrepublik ChinaLi Qiang Xing Song                                          | 1:37,33 min  | UngarnJonatán Hajdu Ádám Fekete                                           | 1:38,41 min  | SpanienAlfonso Benavides Antoni Segura                                | 1:38,97 min  |
| C-2 1000 m        | Volksrepublik ChinaLiu Hao Wang Hao                                            | 3:40,55 min  | KubaSerguey Torres Fernando Jorge                                         | 3:41,46 min  | BrasilienErlon Silva Isaquias Queiroz                                 | 3:44,34 min  |
| C-4 500 m         | RusslandPawel Petrow Wiktor Melantjew Michail Pawlow Iwan Schtyl               | 1:34,69 min  | DeutschlandJan Vandrey Conrad-Robin Scheibner Tim Hecker Moritz Adam      | 1:35,83 min  | BelarusAndrej Bahdanowitsch Jauhen Tenhel Maksim Krysko Wital Assezki | 1:37,14 min  |
| Kajak             |                                                                                |              |                                                                           |              |                                                                       |              |
| K-1 200 m         | Liam Heath                                                                     | 34,86 s      | Strahinja Stefanović                                                      | 35,04 s      | Carlos Garrote                                                        | 35,12 s      |
| K-1 500 m         | Tom Liebscher                                                                  | 1:35,04 min  | Mikita Borykau                                                            | 1:35,19 min  | Maxim Spessiwzew                                                      | 1:35,49 min  |
| K-1 1000 m        | Bálint Kopasz                                                                  | 3:36,07 min  | Josef Dostál                                                              | 3:37,31 min  | Fernando Pimenta                                                      | 3:37,63 min  |
| K-1 5000 m        | Aleh Jurenja                                                                   | 19:54,07 min | Max Hoff                                                                  | 19:57,56 min | Fernando Pimenta                                                      | 20:19,94 min |
| K-2 200 m         | RusslandJuri Postrigai Alexander Djatschenko                                   | 33,05 s      | PolenPiotr Mazur Bartosz Grabowski                                        | 33,10 s      | UngarnMárk Balaska Levente Apagyi                                     | 33,30 s      |
| K-2 500 m         | BelarusStanislau Dajneka Dsmitryj Natyntschyk                                  | 1:33,13 min  | SpanienPelayo Roza Pedro Vázquez Llenín                                   | 1:33,48 min  | DeutschlandMarcus Gross Martin Hiller                                 | 1:34,50 min  |
| K-2 1000 m        | DeutschlandMax Hoff Jacob Schopf                                               | 3:20,55 min  | SpanienÍñigo Peña Francisco Cubelos                                       | 3:21,79 min  | FrankreichCyrille Carré Étienne Hubert                                | 3:22,96 min  |
| K-4 500 m         | DeutschlandTom Liebscher Ronald Rauhe Max Rendschmidt Max Lemke                | 1:19,26 min  | SpanienRodrigo Germade Carlos Arévalo Saúl Craviotto Marcus Walz          | 1:19,77 min  | SlowakeiErik Vlček Adam Botek Csaba Zalka Samuel Baláž                | 1:20,96 min  |
| K-4 1000 m        | DeutschlandLukas Reuschenbach Felix Frank Jakob Thordsen Tobias-Pascal Schultz | 2:48,79 min  | RusslandWassili Pogreban Alexei Wostrikow Oleg Sinjawin Igor Kalaschnikow | 2:49,78 min  | SlowakeiGábor Jakubík Juraj Tarr Denis Myšák Ákos Gacsal              | 2:50,44 min  |

Farbig unterlegt: nichtolympische Klassen

### Frauen
| Bootsklasse | Gold                                                              | Gold         | Silber                                                                      | Silber       | Bronze                                                                     | Bronze       |
| Canadier    | Canadier                                                          | Canadier     | Canadier                                                                    | Canadier     | Canadier                                                                   | Canadier     |
| ----------- | ----------------------------------------------------------------- | ------------ | --------------------------------------------------------------------------- | ------------ | -------------------------------------------------------------------------- | ------------ |
| C-1 200 m   | Nevin Harrison                                                    | 49,30 s      | Olessja Romassenko                                                          | 49,74 s      | Alena Nasdrowa                                                             | 49,99 s      |
| C-1 500 m   | Alena Nasdrowa                                                    | 2:00,73 min  | Xenija Kuratsch                                                             | 2:01,64 min  | Anastassija Tschetwerikowa                                                 | 2:03,83 min  |
| C-1 5000 m  | Wolha Klimawa                                                     | 25:34,67 min | María Mailliard                                                             | 25:56,41 min | Zhang Yajue                                                                | 26:14,90 min |
| C-2 200 m   | Volksrepublik ChinaLin Wenjun Zhang Luqi                          | 44,69 s      | UngarnKincső Takács Virág Balla                                             | 45,16 s      | UsbekistanDilnoza Rahmatova Nilufar Zokirova                               | 46,60 s      |
| C-2 500 m   | Volksrepublik ChinaSun Mengya Xu Shixiao                          | 2:02,81 min  | UngarnKincső Takács Virág Balla                                             | 2:04,49 min  | BelarusWolha Klimawa Nadseja Makartschanka                                 | 2:07,74 min  |
| Kajak       |                                                                   |              |                                                                             |              |                                                                            |              |
| K-1 200 m   | Lisa Carrington                                                   | 39,39 s      | Marta Walczykiewicz                                                         | 41,33 s      | Emma Jørgensen                                                             | 41,34 s      |
| K-1 200 m   | Lisa Carrington                                                   | 39,39 s      | Marta Walczykiewicz                                                         | 41,33 s      | Teresa Portela                                                             | 41,34 s      |
| K-1 500 m   | Lisa Carrington                                                   | 1:55,76 min  | Wolha Chudsenka                                                             | 1:57,39 min  | Danuta Kozák                                                               | 1:58,01 min  |
| K-1 1000 m  | Tamara Csipes                                                     | 4:07,90 min  | Justyna Iskrzycka                                                           | 4:09,26 min  | Lizzie Broughton                                                           | 4:10,44 min  |
| K-1 5000 m  | Dóra Bodonyi                                                      | 22:03,23 min | Tabea Medert                                                                | 22:03,85 min | Maryna Litwintschuk                                                        | 22:04,08 min |
| K-2 200 m   | BelarusMaryna Litwintschuk Wolha Chudsenka                        | 36,21 s      | SlowenienŠpela Ponomarenko Janić Anja Osterman                              | 36,72 s      | UngarnBlanka Kiss Anna Lucz                                                | 36,79 s      |
| K-2 500 m   | BelarusMaryna Litwintschuk Wolha Chudsenka                        | 1:42,55 min  | PolenKarolina Naja Anna Puławska                                            | 1:43,34 min  | SlowenienŠpela Ponomarenko Janić Anja Osterman                             | 1:44,21 min  |
| K-2 1000 m  | UngarnErika Medveczky Réka Hagymási                               | 3:34,23 min  | DeutschlandTabea Medert Sarah Brüßler                                       | 3:35,59 min  | MexikoKarina Alanís Maricela Montemayor                                    | 3:40,91 min  |
| K-4 500 m   | UngarnDóra Bodonyi Erika Medveczky Tamara Csipes Alida Dóra Gazsó | 1:32,91 min  | BelarusMaryna Litwintschuk Wolha Chudsenka Nadseja Papok Marharyta Machnewa | 1:33,69 min  | PolenKatarzyna Kołodziejczyk Anna Puławska Helena Wiśniewska Karolina Naja | 1:34,77 min  |

## Medaillenspiegel
| Rang   | Nation                 | Gold | Silber | Bronze | Gesamt |
| ------ | ---------------------- | ---- | ------ | ------ | ------ |
| 1      | Belarus                | 6    | 4      | 4      | 14     |
| 2      | Deutschland            | 6    | 4      | 1      | 11     |
| 3      | Ungarn                 | 5    | 4      | 3      | 12     |
| 4      | Volksrepublik China    | 4    | —      | 1      | 5      |
| 5      | Russland               | 2    | 3      | 1      | 6      |
| 6      | Neuseeland             | 2    | —      | —      | 2      |
| 7      | Spanien                | 1    | 3      | 3      | 7      |
| 8      | Brasilien              | 1    | —      | 1      | 2      |
| 8      | Vereinigtes Königreich | 1    | —      | 1      | 2      |
| 10     | Litauen                | 1    | —      | —      | 1      |
| 10     | Vereinigte Staaten     | 1    | —      | —      | 1      |
| 12     | Polen                  | —    | 6      | 1      | 7      |
| 13     | Kuba                   | —    | 1      | 1      | 2      |
| 13     | Slowenien              | —    | 1      | 1      | 2      |
| 15     | Bulgarien              | —    | 1      | —      | 1      |
| 15     | Chile                  | —    | 1      | —      | 1      |
| 15     | Serbien                | —    | 1      | —      | 1      |
| 15     | Tschechien             | —    | 1      | —      | 1      |
| 19     | Frankreich             | —    | —      | 2      | 2      |
| 19     | Portugal               | —    | —      | 2      | 2      |
| 19     | Slowakei               | —    | —      | 2      | 2      |
| 19     | Usbekistan             | —    | —      | 2      | 2      |
| 23     | Dänemark               | —    | —      | 1      | 1      |
| 23     | Georgien               | —    | —      | 1      | 1      |
| 23     | Mexiko                 | —    | —      | 1      | 1      |
| 23     | Moldau                 | —    | —      | 1      | 1      |
| 23     | Ukraine                | —    | —      | 1      | 1      |
| Gesamt | Gesamt                 | 30   | 30     | 31     | 91     |